# Massacre de Ein al Zeitun

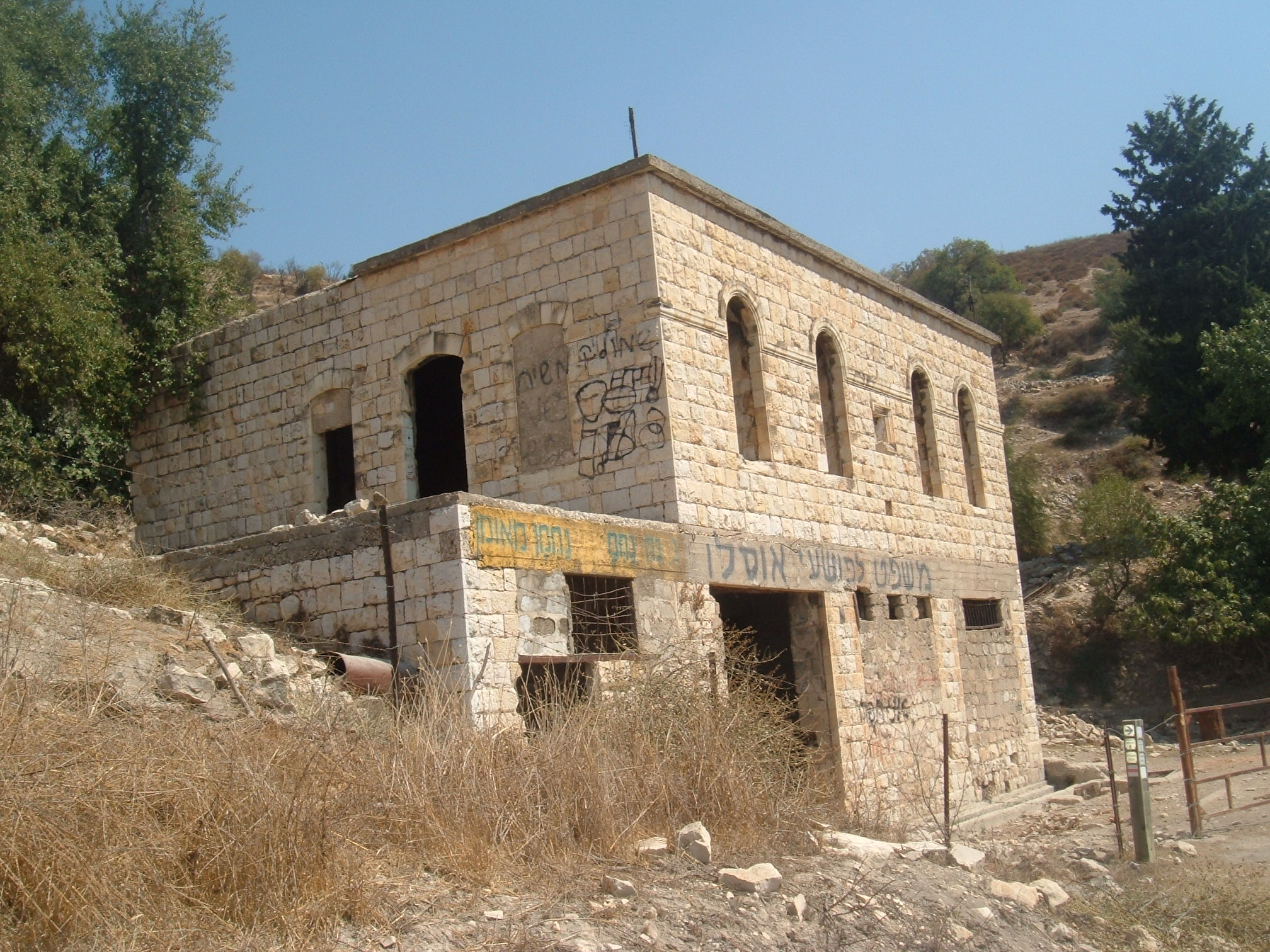
Local onde ocorreu o massacre.

O massacre de Ein al Zeitun ocorreu em 1 de maio de 1948 na aldeia árabe de Ein al-Zeitun (também conhecida como Zaytun Ein, Ein ez Zeitun e Ain el Zeitun) ao norte de Safed, hoje território de Israel, então parte do Mandato Britânico da Palestina. Entre 30 e 70 prisioneiros árabes foram mortos pela Palmach. Ein al Zeitun neste momento era uma aldeia árabe de cerca de 800 habitantes.
O ataque em Ein al Zeitun foi realizado pelo 3º Batalhão da Palmach sob o comando de Moshe Kelman, como uma operação preliminar para aliviar o cerco árabe do bairro judeu de Safed. Morteiros Davidka foram utilizados pela primeira vez. A vila foi tomada sem muita dificuldade. A maior parte dos aldeões fugiram durante a batalha, e o restante, cerca de 30 a 100 civis com idades compreendidas entre os 20 a 40 foram violentamente expulsos depois.
Os soldados Palmach então começaram a destruir a aldeia. O oficial Elad Peled da Palmach recordou que "Uma tarde, os nossos homens começaram a caminhar até a aldeia. A intoxicação da vitória cegou-los e eles foram frenéticos, rompendo e destruindo os bens. Os judeus de Safad viram Ein Zeitun tomada e esmagada, e foram participar. Esta foi a vingança pelo abate de que os árabes de Ein Zeitun realizaram contra os judeus e de Safad Ein Zeitim. "(P. 233 Morris, Abbasi p. 14)
Segundo o soldado da Palmach Netiva Ben-Yehuda, os homens estavam em cativeiro amarrados e jogados na sarjeta em Ein al Zeitun. Kelman, então decidiu "livrar-se deste problema por completo", mas a maioria dos seus homens se recusaram. Finalmente ele encontrou dois dispostos a fazê-lo e os presos foram mortos. Dois dias mais tarde, a notícia do massacre vazou e temia-se que a investigadores britânicos ou investigadores das Nações Unidas iriam chegar, para alguns soldados incluindo Ben-Yehuda, foram interrogados para desvendar o paradeiro dos corpos e desenterrá-los.
A confirmação do massacre é conhecida a partir de outras fontes FIL (cf. Morris) e dos contos árabes (ver Nazzal).